# Cmentarz żydowski w Tarłowie
Cmentarz żydowski w Tarłowie – to cmentarz społeczności żydowskiej niegdyś zamieszkującej Tarłów. Cmentarz powstał w XVI wieku, zaś w czasie II wojny światowej został zdewastowany przez Niemców. Leży na północny zachód od rynku i zajmuje powierzchnię 0,75 ha. Obecnie jest nieogrodzony i porośnięty lasem. Zachowała się, wedle różnych źródeł, jedna macewa lub nie zachowały się żadne.